# Ziviles Aufgebot
Das zivile Aufgebot ist in Deutschland allgemein eine öffentliche Aufforderung an unbekannte Interessenten zur Anmeldung von Ansprüchen oder Rechten.
Im Erbrecht wird so ein gerichtliches Verfahren nach dem Bürgerlichen Gesetzbuch (BGB) bezeichnet, mit dem der Umfang der Nachlassverbindlichkeiten ermittelt werden soll. Hierzu werden öffentlich die Nachlassgläubiger aufgefordert, ihre Forderungen anzumelden. Das Gericht erlässt nach Ablauf einer Frist einen Ausschließungsbeschluss. Haben sich bis Fristablauf Nachlassgläubiger nicht gemeldet, so können sie nur noch Befriedigung aus dem Nachlass verlangen.
Im Eherecht bestehen ein staatliches und ein kirchliches Aufgebot. Beide dienen der öffentlichen Verkündigung einer beabsichtigten Ehe zur Feststellung etwa vorhandener gesetzlicher oder kirchenrechtlicher Ehehindernisse. Einen öffentlichen Aushang des standesamtlichen Aufgebotes gibt es seit der Aufhebung des Ehegesetzes am 1. Juli 1998 nicht mehr.